# Лила, Эльза
Эльза Лила (алб. Elsa Lila, род. 15 июня 1981 г. Тирана, Албания) — албанская певица, автор.

## Биография
Эльза Лила родилась 15 июня 1981 года в городе Тирана, Албания. Её отец был певцом бывшего албанского государственного хора, в то время как её мать была скрипачкой, поэтому оба родителя воспитали её близко к музыке и театру, привив ей большую любовь к искусству. Лила с детства проявляла свои певческие и актёрские таланты в албанских государственных телевизионных шоу и два года подряд выигрывала албанский национальный конкурс песни, когда была подростком. Она также известна тем, что исполнила роль Сатин в албанскоязычной версии мюзикла «Мулен Руж». В 2014 году Лила была судьёй четвёртого сезона «The Voice of Albania» («Голоса Албании»). 16 марта 2022 года она была арестована итальянской полицией в Риме по подозрению в преступной деятельности с наркотиками.
В 1996 году, в возрасте 15 лет, Лила выиграла албанский национальный конкурс песни и получила общественную награду Албании по результатам телевизионного голосования. В 1997 году она повторила своё выступление и выиграла албанский национальный конкурс песни и общественную премию. В 1998 году её заметила вся Европа, когда она выиграла международный конкурс песни в Варне в Болгарии, в котором участвовали 14 других стран. В том же году она представляла свою страну на выставке Lisboa Expo 98, дав концерт. В 1999 году, когда ей было всего 18 лет, Лила была избрана «албанской певицей века» по результатам национального опроса албанского государственного радиотелевизионного агентства. В том же году Лила выиграла первое соревнование Kenga Magjike. В 2001 году она была награждена «Послом албанской музыки в мире» президентом Республики Албания Реджепом Медждани. Её также узнали по всей Азии и США, когда она позировала для обложек различных журналов в Нью-Йорке и пела в Эйвери Фишер Холле перед американским государственным секретарем в 2005 году, а в Китае она исполнила песню популярной китайской телевизионной программы CCTV, будучи гость там. В 2007 году она приняла участие в 57-м конкурсе песни в Сан-Ремо с песней «Il senso della vita», которая предваряет альбом, выходящий весной. В декабре 2008 года она была ведущей 47-го Festivali i Këngës в Тиране и спела песню с Энрико Руджери, и она стала частью саундтрека к фильму режиссёра Джерджа Джувани.

### 2022—настоящее время: Возвращение и дальнейший успех
В октябре 2022 года албанская национальная телекомпания Radio Televizioni Shqiptar (RTSH) сообщила, что Лила была одной из 26 артисток, вошедших в шорт-лист для участия в 61-м выпуске Festivali i Këngës с песней «Evita». Она вышла победительницей, и в финале мероприятия она получила только голоса жюри.
Одной из заметных совместных работ с итальянским дирижером Энрико Мелоцци после "Эвиты" стало то, что Лила представила четыре переделанные песни на его концерте "Un rave classico" в рамках фестиваля в Равенне 15 июля 2023 года. В соответствии с этим сет-листом, в последние годы она экспериментирует с албанскими народными песнями, а также музыкой в стиле барокко или музыкой 17-18 веков, используя свой "естественный голос" — она поёт в низких, современных тональностях, с намерением создать музыку в стиле барокко, более доступную для публики (о чем свидетельствует исполнение Лилой "Stabat Mater" (Перголези) и избранных вокальных композиций Вивальди). В частности, были использованы "экспериментальные" перестановки, тексты песен, вдохновленные албанской поэзией, например, когда "Dremit liqeri" Ласгуша Порадеци был адаптирован к части адажио фортепианного концерта № 23 (Моцарт). или когда "Anës lumenjve" Фана Ноли была адаптирована к "What Power Are You, Who from Below" Генри Перселла, известной для краткости как "Холодная песня" из оперы "Король Артур".
1 ноября 2023 года Лила вернулась во Дворец конгрессов, чтобы выступить с сольным концертом под названием Finalmente Elsa ("Финал Эльзы"), на котором были представлены её работы за более чем два десятилетия.
В декабре 2023 года она снова участвовала в Festivali i Këngës 62 с песней "Mars" ("Марс"), что стало единственным случаем, когда она проиграла на фестивале.
С марта по май 2024 года, как любительница животных и растений, Лила провела 9 недель в качестве информатора в первом албанском выпуске "Фермы" Ferma VIP. В этот период Пирро Чако и Энис Муллай также подарили ей новую песню для премьеры на концерте, который она организовала на ферме под названием "Vibracione" ("Вибрация").
С 13 по 17 ноября 2024 года на 27-й книжной ярмарке в Тиране она представила автобиографическую книгу "Мира, которая никогда не была Ребиббией", рассказывающую о её опыте и силе, которую она обрела за время своего заключения в тюрьме Ребиббия в Риме.
В декабре 2024 года Лила выпустила новогодне-рождественский альбом из 9 песен под названием "Ja na erdhi Viti i Ri" ("Вот и наступил Новый год"), названный в честь традиционной албанской песни, которую она также исполнила в своей собственной версии. Остальные песни были адаптированы из популярных американских или английских рождественских песен 30-70-х годов, таких как "Happy Xmas (War Is Over)" (Счастливого Рождества (Война окончена), Ja erdhi Krishtlinja), "It's Beginning to Look a Lot Like Christmas" (Это начинает очень походить на Рождество, Viti e Ri sapo ka trokitur) и "Have Yourself a Merry Little Christmas" (Желаю Вам веселого Маленького Рождества, Medalioni). 27-го также состоялся концерт для фортепиано и вокала, на котором состоялась премьера песен вживую. Поскольку Лила указала на нехватку праздничных песен на албанском языке, в ближайшие годы этот каталог песен будет пополняться.

## Дискография

### Альбомы
| Название | Примечание                                                                      |
| -------- | ------------------------------------------------------------------------------- |
| Elsa     | - Выпущен: 3 марта 2003 - Лейбл: Sony - Формат: CD, Digital download, streaming |

### Синглы
| Название                                                                                 | Год  | Пиковые позиции чарта                            | Альбом                |
| Название                                                                                 | Год  | [[Federazione Industria Musicale Italiana\|ITA]] | Альбом                |
| ---------------------------------------------------------------------------------------- | ---- | ------------------------------------------------ | --------------------- |
| «Pyes lotin»                                                                             | 1996 | —                                                | Сингл без альбома     |
| «Larg urrejtjës»                                                                         | 1997 | —                                                | Сингл без альбома     |
| «Vetëm një fjalë»                                                                        | 1999 | —                                                | Сингл без альбома     |
| «Valeria»                                                                                | 2003 | 47                                               | Elsa                  |
| «Le mie ali senza te»                                                                    | 2003 | —                                                | Elsa                  |
| «Mi mancherai»                                                                           | 2003 | —                                                | Elsa                  |
| «Il senso della vita»                                                                    | 2007 | 9                                                | Сингл без альбома     |
| «Al posto del cuore»                                                                     | 2007 | —                                                | Сингл без альбома     |
| «Via da questo mondo»                                                                    | 2007 | —                                                | Elsa                  |
| «Soli»                                                                                   | 2007 | —                                                | Elsa                  |
| «L'amore che ho»                                                                         | 2007 | —                                                | Elsa                  |
| «La porta del silenzio»                                                                  | 2007 | —                                                | Elsa                  |
| «Evita»                                                                                  | 2022 | —                                                | Сингл без альбома     |
| "Mars"                                                                                   | 2023 | —                                                |                       |
| "Vibracione"                                                                             | 2024 | —                                                |                       |
| "Ja erdhi Krishtlindja"                                                                  | 2024 | —                                                | Ja na erdhi Viti i Ri |
| "Medalioni"                                                                              | 2024 | —                                                | Ja na erdhi Viti i Ri |
| "Gëzuar shpirt Vitin e Ri"                                                               | 2024 | —                                                | Ja na erdhi Viti i Ri |
| "Ne të dy po festojmë në Tiranë"                                                         | 2024 | —                                                | Ja na erdhi Viti i Ri |
| "Ja na erdhi Viti i Ri"                                                                  | 2024 | —                                                | Ja na erdhi Viti i Ri |
| "Sot Krishtlindjen festojmë"                                                             | 2024 | —                                                | Ja na erdhi Viti i Ri |
| "Kaluan ditët në kalendar"                                                               | 2024 | —                                                | Ja na erdhi Viti i Ri |
| "Këtë vit do të festoj në Tiranë"                                                        | 2024 | —                                                | Ja na erdhi Viti i Ri |
| "Viti i Ri sapo ka trokitur"                                                             | 2024 | —                                                | Ja na erdhi Viti i Ri |
| «—» обозначает запись, которая не попала в чарты или не была выпущена на этой территории |      |                                                  |                       |

### Особенности
| Год  | Название песни                     | Другие известные исполнители |
| ---- | ---------------------------------- | ---------------------------- |
| 2007 | Diferenca je ti                    | Пирро Чако                   |
| 2007 | Për një kafe në Tiranë             | Пирро Чако                   |
| 2008 | Fluturimi i fundit (Volata finale) | Энрико Руджери               |
| 2024 | Fluturimi i fundit                 | Ренис Джока                  |

## Книги
| Год  | Название                  | Язык      | Тип           |
| ---- | ------------------------- | --------- | ------------- |
| 2024 | Mirë se erdhe në Rebibbia | Албанский | Автобиография |